# フレデリック・ミッテラン

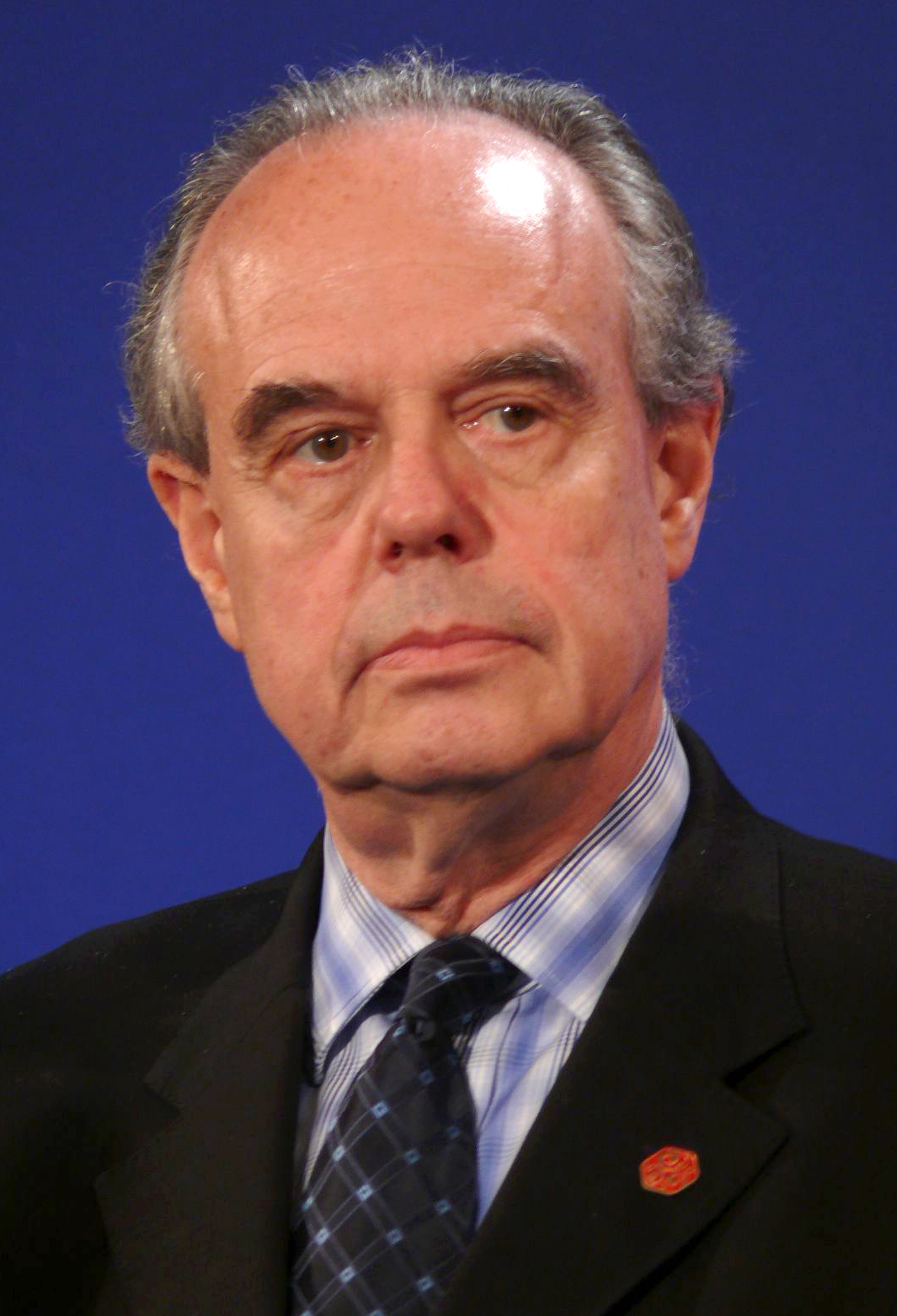
フレデリック・ミッテラン

フレデリック・ミッテラン（Frédéric Mitterrand, 1947年8月21日 - 2024年3月21日）は、フランスの政治家。第五共和政第4代大統領フランソワ・ミッテランの甥であり、チュニジア国籍も持っている。
フランソワ・フィヨン内閣で文化相（2009年 - 2012年）を務めた。監督、俳優、映画プロデューサー、作家、テレビ司会者。ユニセフ親善大使でフランコフォン（仏語話者）の女優オードリー・ヘップバーン（1989年5月22日の回）ら各界著名人らと、司会者のミッテランがトークするテレビ番組「Du côté de chez Fred」などの経歴を持つ。
2005年に出版された彼の著書『不道徳な人生』で主人公がタイやインドネシアで買春をするという内容が物議を醸した。出版社側は作者自身の経験をもとに書かれた作品であるとコメントしたので、買春ツアーを支持する問題作として極右政党と左派政党から激しく批判され、ミッテランの辞任が要求された。一方本人はアジアで買春をしたことがあるのは認めているが、小児性愛者という指摘は否認している。
2024年3月21日にパリの自宅で死去。2020年にCOVID-19に感染した後、がんを患った。76歳没。

## 映画
- 1960 : Fortunat (俳優);
- 1981 : Lettres d'amour en Somalie (シナリオライター, 監督);
- 1984 : Paris vu par… vingt ans plus tard, « Rue du Bac » (シナリオライター, 監督);
- 1987 : Avril brisé de Liria Begeja (プロデューサー);
- 1995 : Madame Butterfly, adaptation de l'opéra de Puccini (監督);
- 1997 : Mon copain Rachid, court métrage de Philippe Barassat (ナレーター);
- 2001 : Le Fabuleux Destin d'Amélie Poulain de Jean-Pierre Jeunet (俳優, 自分の役を上映する);
- 2001 : Bécassine, le trésor viking de Philippe Vidal (声優, 司会者);
- 2007 : Le Vivarium de Jacques Richard (アソシエートプロデューサー)